# Altes Schloss (Grevenbroich)

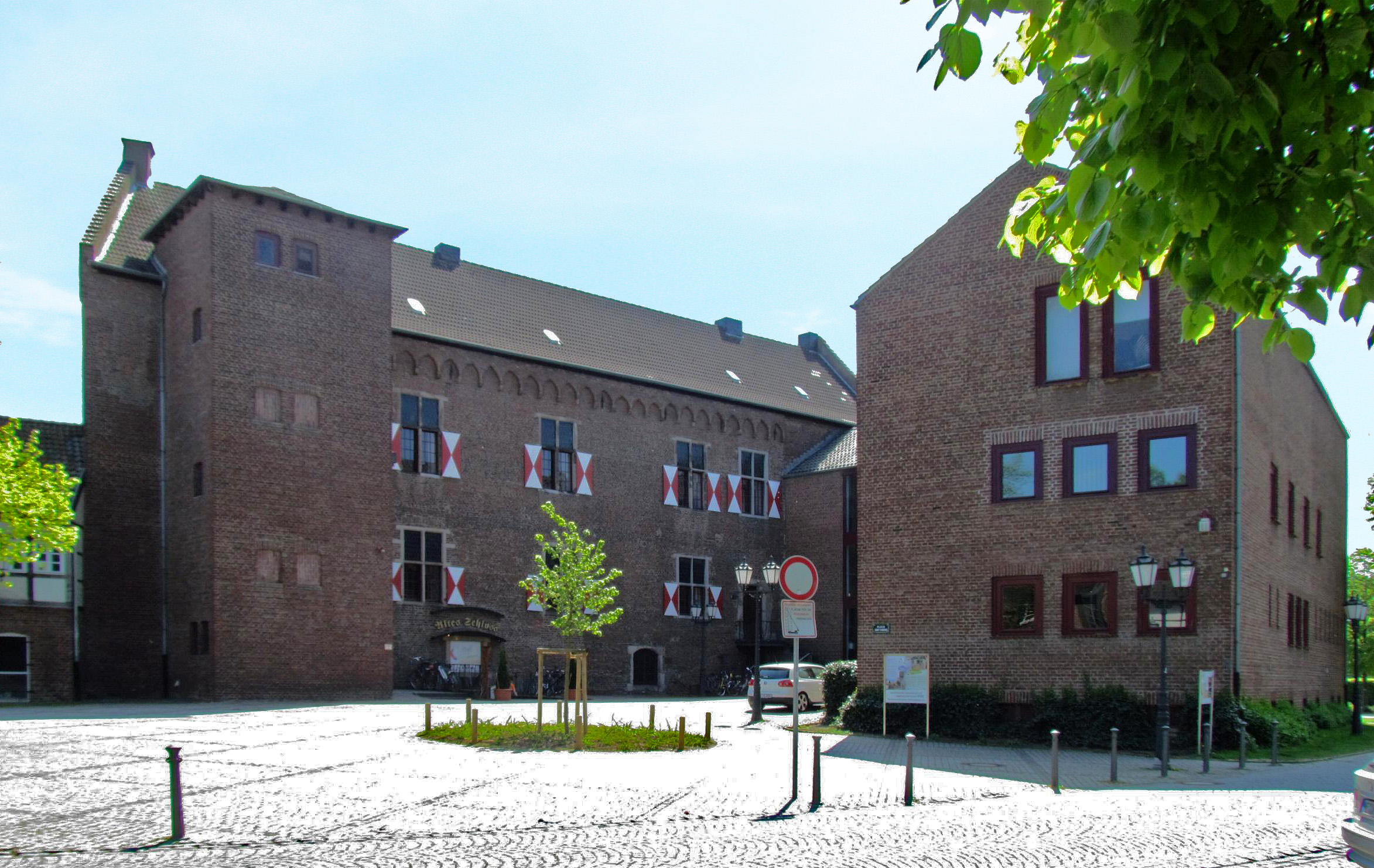
Der Wohnbau des Alten Schlosses (links) mit den modernen Ergänzungen (rechts)

Das Alte Schloss im niederrheinischen Grevenbroich (Rhein-Kreis Neuss) war eine Landesburg der Grafen von Kessel und des Herzogtums Jülich, die im 16. Jahrhundert zu einem Schloss aus- und umgebaut wurde. Heute sind von der einst großen Anlage nur noch der Wohnbau, ein Wirtschaftsgebäude, ein Torhaus und Reste der Wassergräben erhalten. Sie befinden sich am linken Ufer der Erft rund 200 Meter südlich des historischen Teils von Grevenbroich und stehen seit dem 24. April 1984 unter Denkmalschutz.

## Geschichte
Das genaue Gründungsdatum der Anlage ist nicht gesichert. Sie geht auf eine hochmittelalterliche, wasserumwehrte Ringburg zurück, die um das Jahr 1000 gegründet wurde. 1190 verkauften die Brüder Theodorich und Everwin Bruche sie an den Kölner Erzbischof Philipp I. von Heinsberg. In älteren Publikationen gingen die Autoren fälschlicherweise davon aus, dass es sich bei der in der Urkunde genannten „Burg Bruche“ um die Burg in Mülheim an der Ruhr gehandelt habe. Erst Hans Georg Kirchhoff (siehe Literatur) konnte 2005 nachweisen, dass sich die Nennung auf die Grevenbroicher Anlage bezog. Später gelangte sie an die Grafen von Kessel. Am 2. Mai 1273 verpfändete Heinrich V. von Kessel die Burg mit allem Zubehör für 2000 Mark an den Erzbischof Engelbert II. von Falkenburg. Drei Jahre später bestätigte er am 25. Juni 1276, dass er die seinerzeit nur „Bruch(e)“ genannte Anlage vom Kölner Erzstift zu Lehen trage. Ihr Standort im sumpfigen Gelände entlang der unteren Erft (Bruch genannt) war anfänglich an allen Seiten von Armen des Flusses umschlossen und wohl als Bauplatz gewählt worden, um die dortige schon zur Römerzeit existierende Straße sowie den Erftübergang kontrollieren zu können. Die etwas erhöhte Lage des heutigen Schlossbereichs könnte ein Indiz dafür sein, dass dort früher eine Motte gestanden hat, die später eingeebnet wurde, um eine steinerne Ringburg zu errichten. In Ermangelung gesicherter Beweise ist dies aber rein spekulativ. Aus „des Graven Broich“ („des Grafen Bruch“) entstand schließlich der heutige Name. Schon bald nach Bau der Burg entstand ein suburbium, aus dem ein 1293 urkundlich erwähntes oppidum erwuchs. Hans Georg Kirchhoff vermutet, dass es sich dabei um eine planmäßige Gründung der Grafen von Kessel gehandelt haben könnte. Sie erhielt 1311 Stadtrechte.
Nachdem Heinrich V. von Kessel kinderlos verstorben war, folgte ihm sein Bruder Walram als Graf von Kessel nach. Die Burg Grevenbroich ging aber als Lehen an den zweiten Ehemann von Heinrichs Witwe Lisa von Virneburg, Dietrich Luf II. von Kleve. Im Februar 1284 bestätigte er, die Burg als Lehen von Erzbischof Siegfried von Westerburg erhalten zu haben. Nur wenige Jahre später war die strategisch bedeutsame Anlage Zankapfel zwischen Kurköln und den Jülicher Grafen. 1291 erging ein erster Schiedsspruch, der die Anlage dem Jülicher Grafen Walram zusprach, doch die Streitigkeiten darum gingen trotzdem weiter. Erst 1307 wurde der Streit beilegt, als Johann II., Herzog von Brabant und Limburg, Grevenbroich endgültig dem Grafen Gerhard V. von Jülich zuerkannte. Dieser machte die dortige Burg zum administrativen Mittelpunkt des neuen Jülicher Amts Grevenbroich und Sitz eines Amtmanns. Die Anlage wurde damit zur östlichsten aller jülichschen Landesburgen, die gegen den größten Widersacher Jülichs, Kurköln, gerichtet war. Im Dezember 1394 erhielt Maria von Jülich die Burg von ihrem Sohn Wilhelm III. als Teil ihres Wittums zugesprochen. Im späten Mittelalter und in der Frühen Neuzeit war die Anlage gelegentlich Tagungsort der Jülicher Landstände, erstmals im Jahr 1425 unter Herzog Adolf von Jülich-Berg.

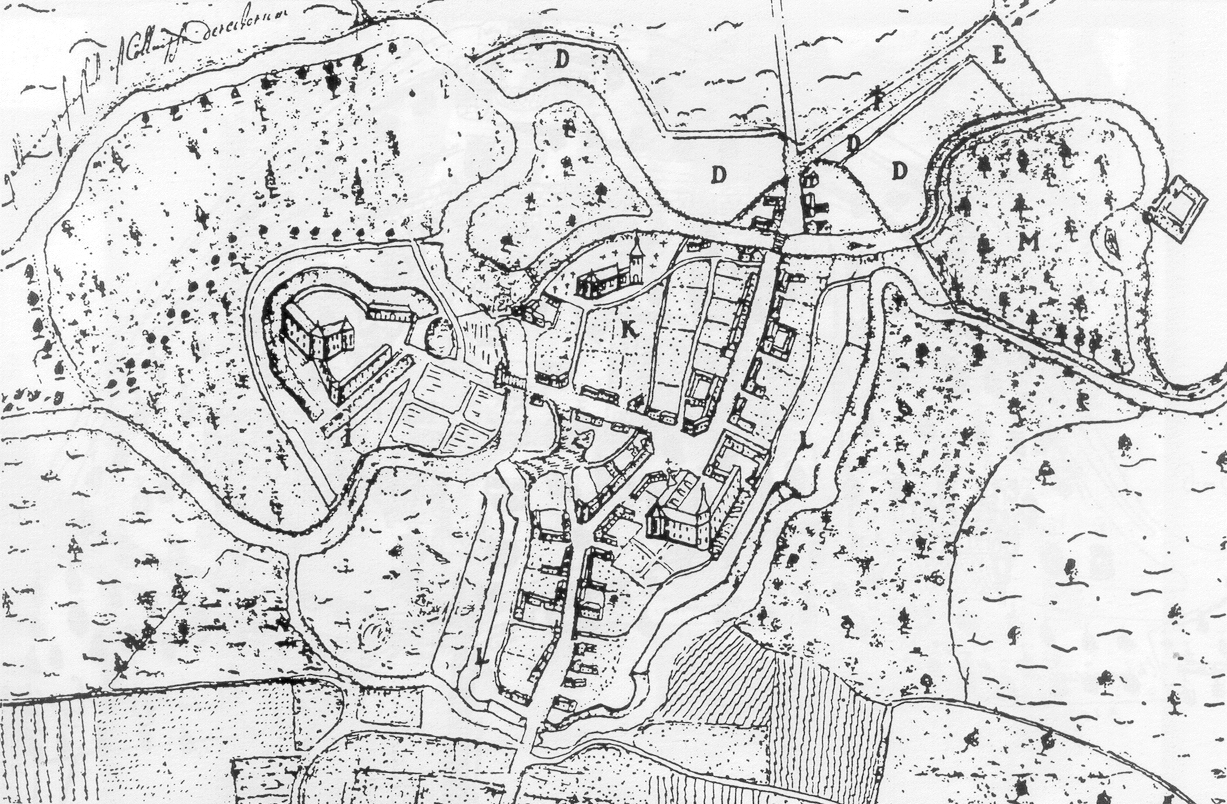
Darstellung Grevenbroichs von 1771, links im Bild das Schloss

Bereits um 1400 war die alte Ringburg aus Basalt, Tuff und Liedberger Sandstein unter teilweiser Wiederverwendung des Abbruchmaterials durch einen Neubau ersetzt worden. Zu diesem gehörten zwei Flügelbauten und einige stattliche Türme. Zwischen 1561 und 1577 ließ Herzog Wilhelm der Reiche die Grevenbroicher Anlage unter Leitung von Maximilian von Pasqualini erneuern und zu einem Schloss umbauen. Unter anderem kamen eine Galerie und ein Garten mit Wasserspielen hinzu. Die Baukosten schlugen mit 23.000 Gulden zu Buche. Nach dem Tod des letzten Jülicher Herzogs kam das Schloss 1609 in den Besitz des Hauses Pfalz-Neuburg. Während der Regierungszeit Wolfgang Wilhelms von Pfalz-Neuburg wurde das Schloss im Dreißigjährigen Krieg durch hessische Truppen beschossen und schließlich eingenommen. Weitere Zerstörungen durch Überfälle, Belagerungen und Kriege ließen von der großen Anlage nur wenig Bausubstanz übrig. Auf einer Skizze aus dem Jahr 1771 sind noch der Palas genannte Wohnbau und der Ende des 18. Jahrhunderts niedergelegte Nordflügel samt einem hufeisenförmigen Wassergraben sowie zwei frei stehende Gebäude und eine Gartenanlage zu sehen.

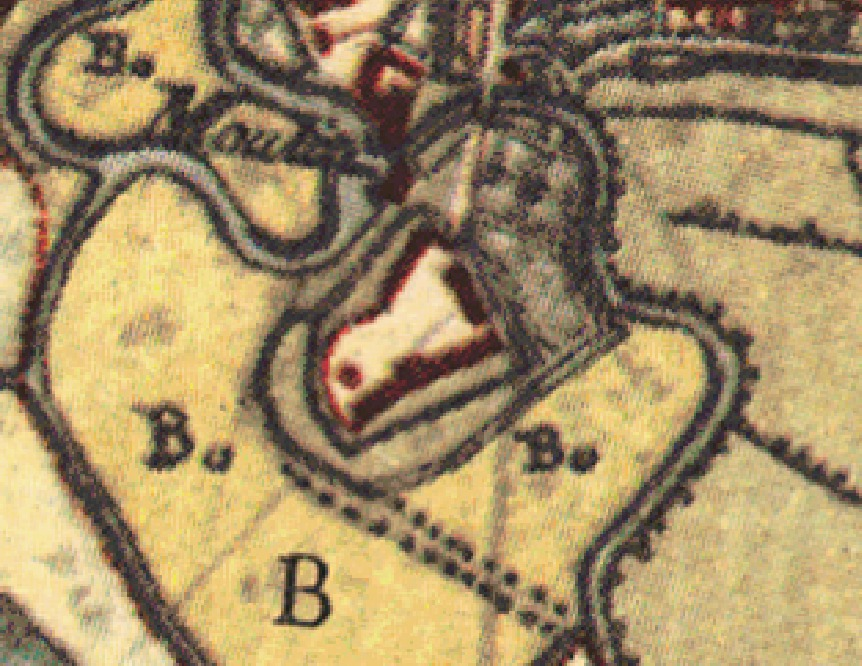
Das Alte Schloss auf der Tranchotkarte, 1801–1828

Im Verlauf der Neuzeit verlor das Schloss immer mehr an Bedeutung. Nach Besetzung der Stadt durch französische Revolutionstruppen wurde das Amt Grevenbroich 1795 aufgelöst und das Schloss an privat verkauft. Auf der Tranchotkarte ist es als zweiteilige Anlage, bestehend aus Kernburg und nördlich davon liegendem Vorburgareal, dargestellt, die durch eine zum Teil doppelte Grabenanlage umgeben ist. Es folgten 130 Jahre Schlossgeschichte mit mehreren Eigentümerwechseln, verschiedenen Nutzungen und damit einhergehenden Umbauten sowie zunehmendem Verfall. Die Schlosssäle wurden in kleinere Zimmer unterteilt und dienten unter anderem als Gastwirtschaftsräume sowie Klassenzimmer. 1938 erwarb schließlich die Stadt Grevenbroich den noch erhaltenen Wohnbau und ließ das einsturzgefährdete Gebäude bis 1955 instand setzen. Anschließend wurde es bis 1958 um zwei moderne Flügel nach Westen ergänzt, sodass das Alte Schloss heute wieder eine mehrflügelige Anlage ist. Dabei wurden sämtliche noch existierenden, maroden Anbauten abgerissen, unter anderem auch der Turm des schon früher niedergelegten Nordflügels. Bei den Erweiterungsarbeiten kamen Fundamentreste aus Backstein zum Vorschein, die möglicherweise zu der Vorgängeranlage mit ovaler Ringmauer gehört haben. 1988 wurden bei archäologischen Untersuchungen weitere Mauerreste aus Feldbrandziegeln gefunden.
Die Säle des Alten Schlosses dienen heute als Konferenz- und Tagungsort und können für Feierlichkeiten sowie Versammlungen genutzt werden. Im Kellergeschoss ist ein Restaurant beheimatet. Das Haus Hartmann, die ehemalige Kellnerei des Schlosses, ist seit 1977 ebenfalls in städtischem Besitz. Nach aufwendigen Restaurierungsmaßnahmen wird es seit Juni 1979 für kulturelle Veranstaltungen wie Ausstellungen, Konzerte und Vorträge genutzt. Das Standesamt Grevenbroichs unterhält zudem ein Trauzimmer im Haus.

## Beschreibung

### Wohnbau (Palas)

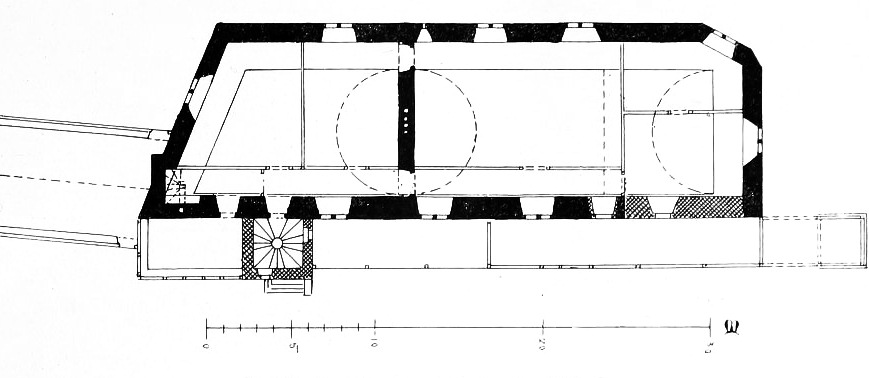
Erdgeschossgrundriss vom Ende des 19. Jahrhunderts

Der Palas genannte gotische Wohnbau des Schlosses gehört zu den größeren Vertretern seiner Art und misst 37,40 × 10,45 Meter. Der zweigeschossige Backsteinbau stammt aus dem 15. Jahrhundert und ist von einem schiefergedeckten Satteldach abgeschlossen. Die Außenmauer an der Feldseite im Südosten ist drei Meter dick. Der Grundriss des Gebäudes bildet kein ganz regelmäßiges Rechteck und deutet darauf hin, dass es zumindest teilweise auf den Fundamenten der älteren Ringburg errichtet wurde. Die nordwestliche Stirnseite ist etwas abgeschrägt und zeigt, dass sich dort früher andere Bauten anschlossen. Heute steht dort ein neuerer Nordflügel, dessen oberes Geschoss aus Fachwerk besteht. Spuren des einstigen Südwest-Flügels waren noch bis 1958 sichtbar, ehe an dieser Stelle die heutigen beiden, modernen Gebäudeflügel errichtet wurden. Unter der Dachtraufe verläuft am alten Teil ein vorkragender Spitzbogenfries. Er ruht auf Hausteinkonsolen aus Trachyt. Die gotischen Kreuzstockfenster des Wohnbaus sind noch erhalten. Früher waren nur die beiden oberen Viertel verglast, während die untere Fensterhälfte mit hölzernen Läden verschließbar war. Vom einst einzigen Zugang zum Palas ist noch das gotische Steingewände erhalten.

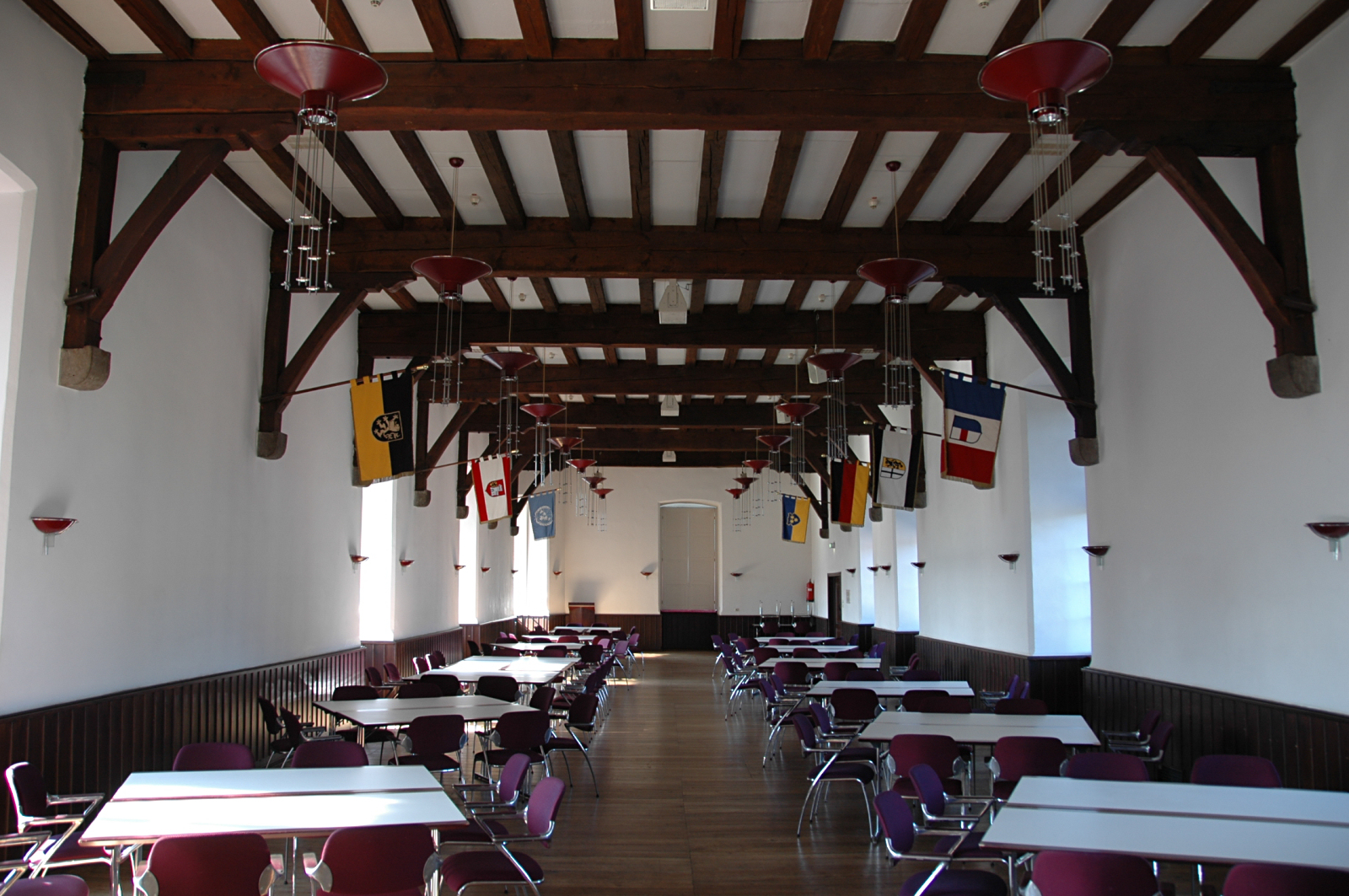
Der Rittersaal

Im Inneren war jedes Geschoss in der Anfangszeit durch eine Mittelmauer in zwei Räume geteilt. Im hoch gelegenen Erdgeschoss wurde diese wieder entfernt, um dort den heutigen Rittersaal zu schaffen. Seine Holzbalkendecke wurde in den 1950er Jahren erneuert. Im Kellergeschoss ist noch das Tonnengewölbe erhalten. Anfänglich waren die Geschosse durch Treppen in den Mauerstärken miteinander verbunden, ehe später ein hofseitiger Treppenturm diese Funktion übernahm. Er wurde bei der Instandsetzung 1955 samt angrenzenden Anbauten abgerissen und durch den heutigen, quadratischen Nachfolger mit drei Geschossen und Pyramidendach ersetzt.

### Nebengebäude
Nördlich des Wohnbaus lagen die Wirtschaftsgebäude der Vorburg. Sie war von der Stadt aus über eine Zugbrücke erreichbar, die zu einem heute noch erhaltenen Torbau führte. Dessen Rundbogentor besitzt eine Fassung aus Hausteinen. Darüber erhebt sich ein Obergeschoss aus Fachwerk, das im 20. Jahrhundert nach altem Vorbild erneuert wurde. Die Brücke querte dabei einen Wassergraben, von dem noch Reste im Garten des benachbarten Hauses als Senken im Gelände zu erkennen sind. Dieses schließt sich dem Tor über einen kurzen Verbindungsbau im Süden an und ist die ehemalige Kellnerei des Schlosses. Seinen heutigen Namen „Haus Hartmann“ erhielt es von dem letzten privaten Eigentümer, ehe es die Stadt Grevenbroich erwarb. Durch Maueranker ist das siebenachsige Backsteingebäude auf das Jahr 1724 datiert. Seine zwei Geschosse sind von einem pfannengedeckten Satteldach abgeschlossen. Es ist zu vermuten, dass zwischen dem Vorburgareal und der Kernburg einst auch ein Wassergraben verlief, dieser aber schon recht früh aufgegeben wurde.

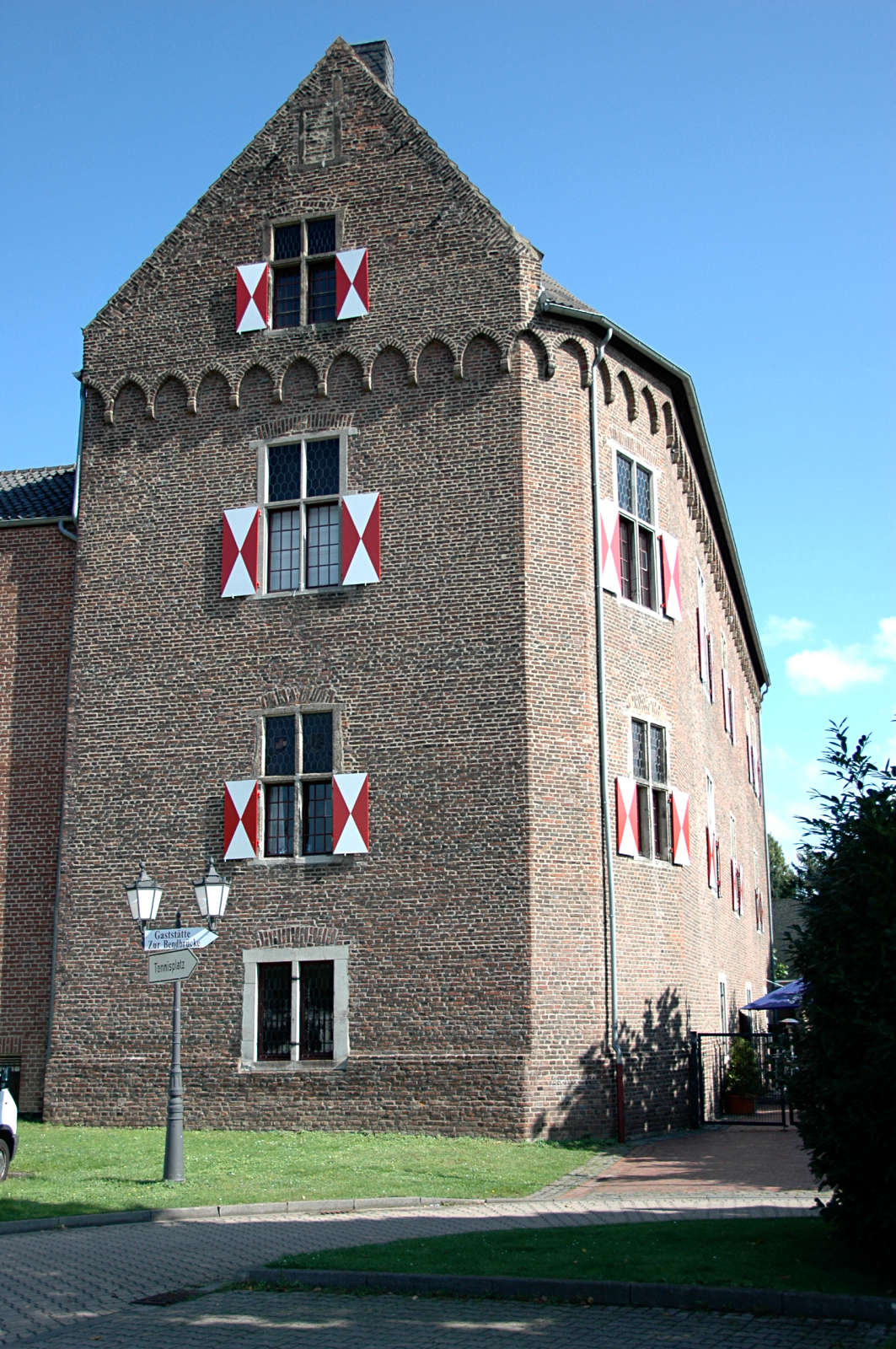
Südliche Stirnseite des Wohnbaus
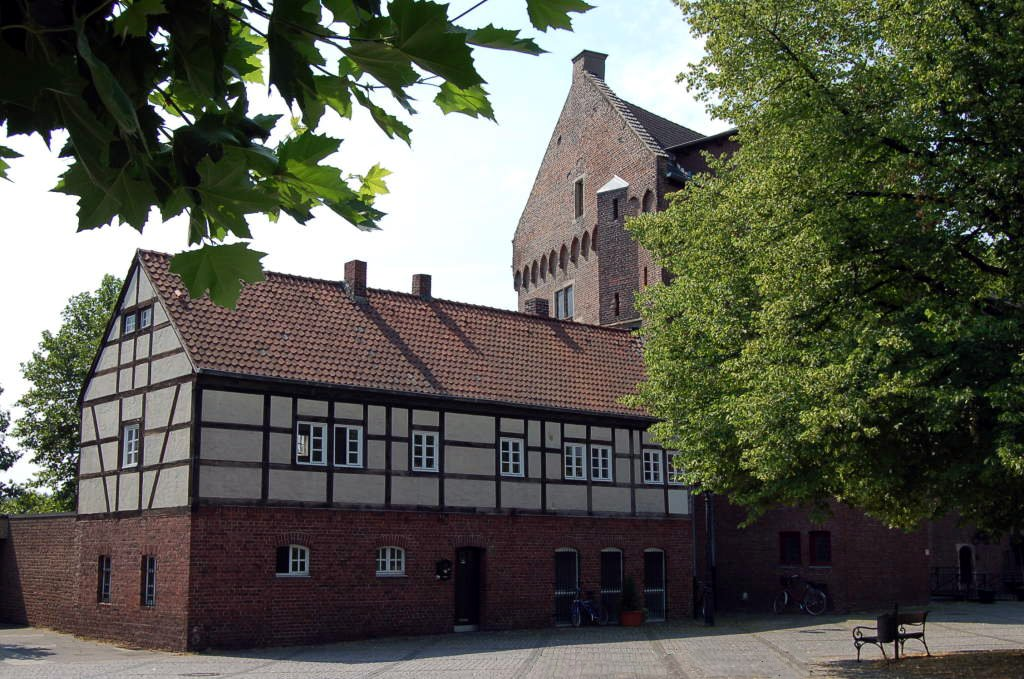
Neuer Nordflügel
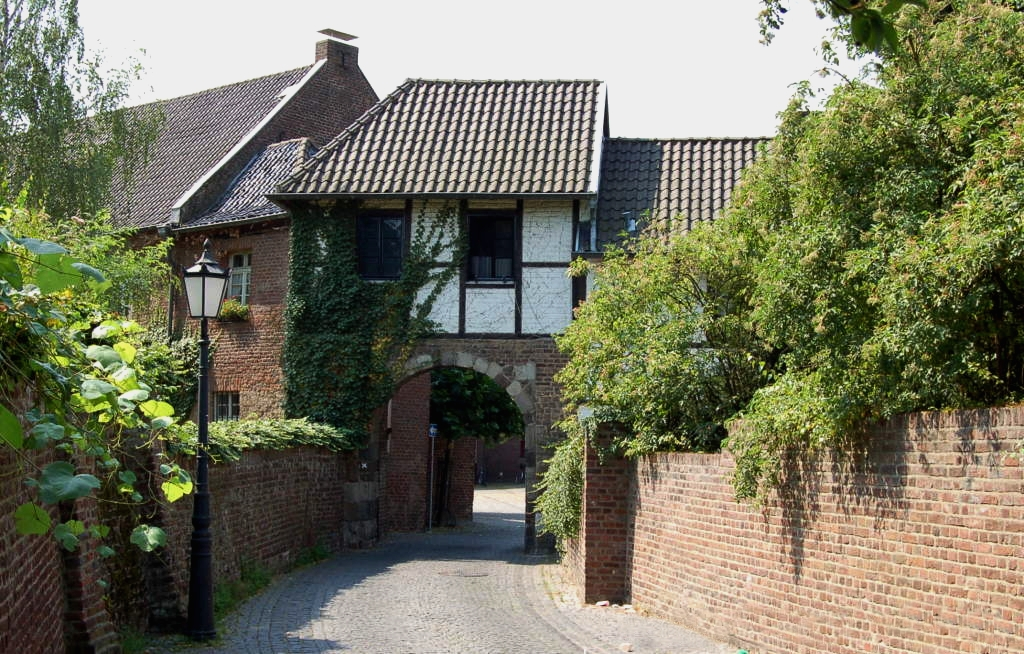
Schlosstor (Stadtseite)
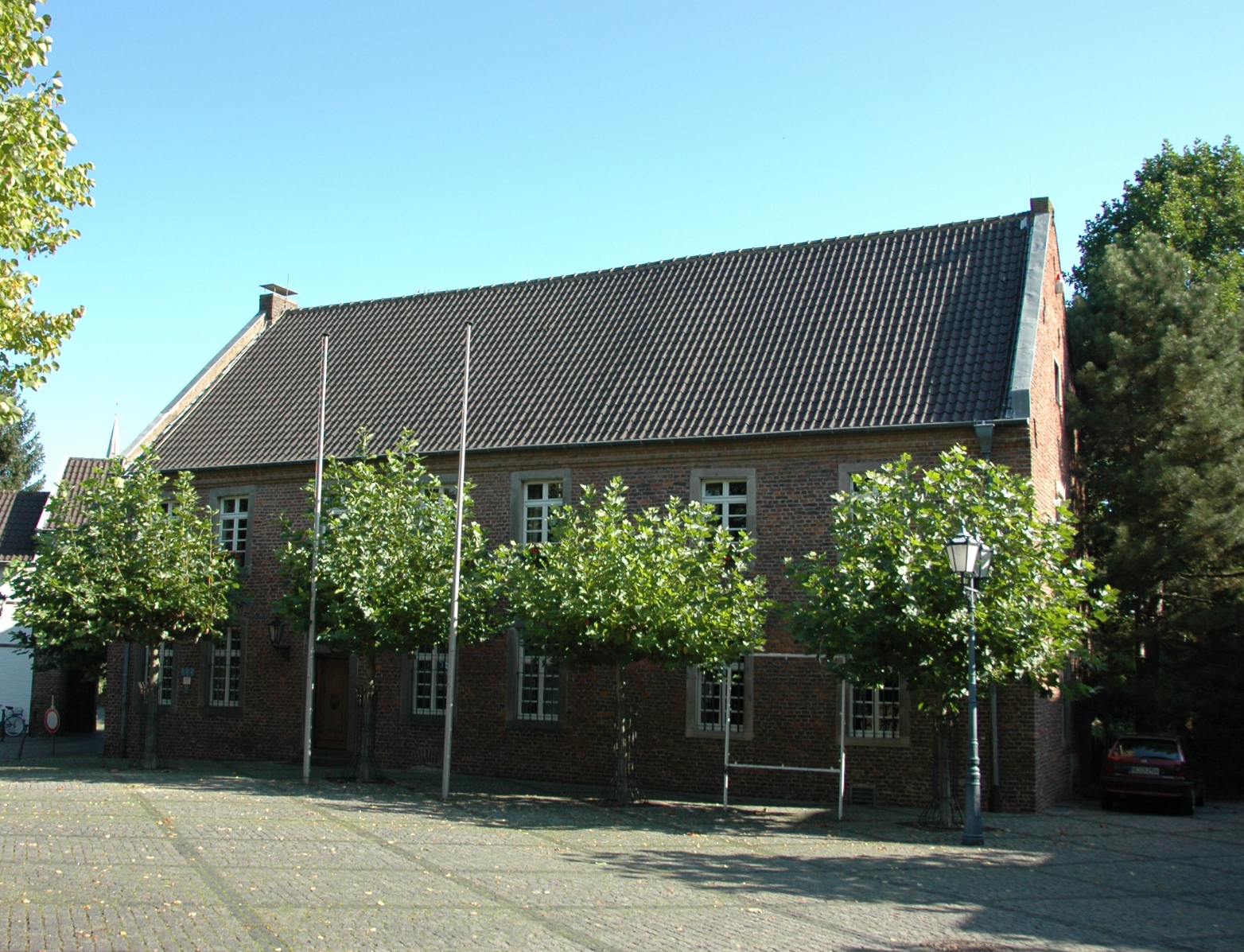
Ehemalige Kellnerei (Haus Hartmann)